# En ha-Naciw
En ha-Naciw (hebr. עין הנצי"ב; ang. Ein HaNatziv; pol. Źródło Naciwa) – kibuc położony w Samorządzie Regionu Emek ha-Majanot, w Dystrykcie Północnym, w Izraelu. Członek Ruchu Religijnych Kibuców (Ha-Kibbuc Ha-Dati).

## Położenie
Kibuc En ha-Naciw jest położony na wysokości od 120 do 155 metrów p.p.m. w środkowej części intensywnie użytkowanej rolniczo Doliny Bet Sze’an, na północy Izraela. Dolina Bet Sze’an w całości jest położona w depresji Doliny Jordanu. Okoliczny teren jest stosunkowo płaski, jedynie po stronie północno-wschodniej opada stromo 60 metrów do dawnego wadi. Płynący dawnej tędy strumień został zagospodarowany, a jego wody wykorzystane do zasilania tutejszych stawów hodowlanych. Na północ od kibucu przebiega kanał strumienia Nachal Awuka, który omija zbiornik retencyjny Szif’a. W otoczeniu znajduje się kilka źródeł i mniejszych strumieni. Są tu także położone dwa niewielkie wzgórza, na których odnaleziono ślady dawnego osadnictwa – po stronie południowej Tel Rechow (130 m p.p.m.) i po stronie północno-wschodniej Tel Cemed (217 m p.p.m.). W otoczeniu kibucu En ha-Naciw znajduje się miasto Bet Sze’an, kibuce Newe Etan, Ma’oz Chajjim, Kefar Ruppin, Sede Elijjahu, Szeluchot i Reszafim, oraz moszawy Tel Te’omim i Rechow.
En ha-Naciw jest położony w Samorządzie Regionu Emek ha-Majanot, w Poddystrykcie Jezreel, w Dystrykcie Północnym Izraela.

## Historia

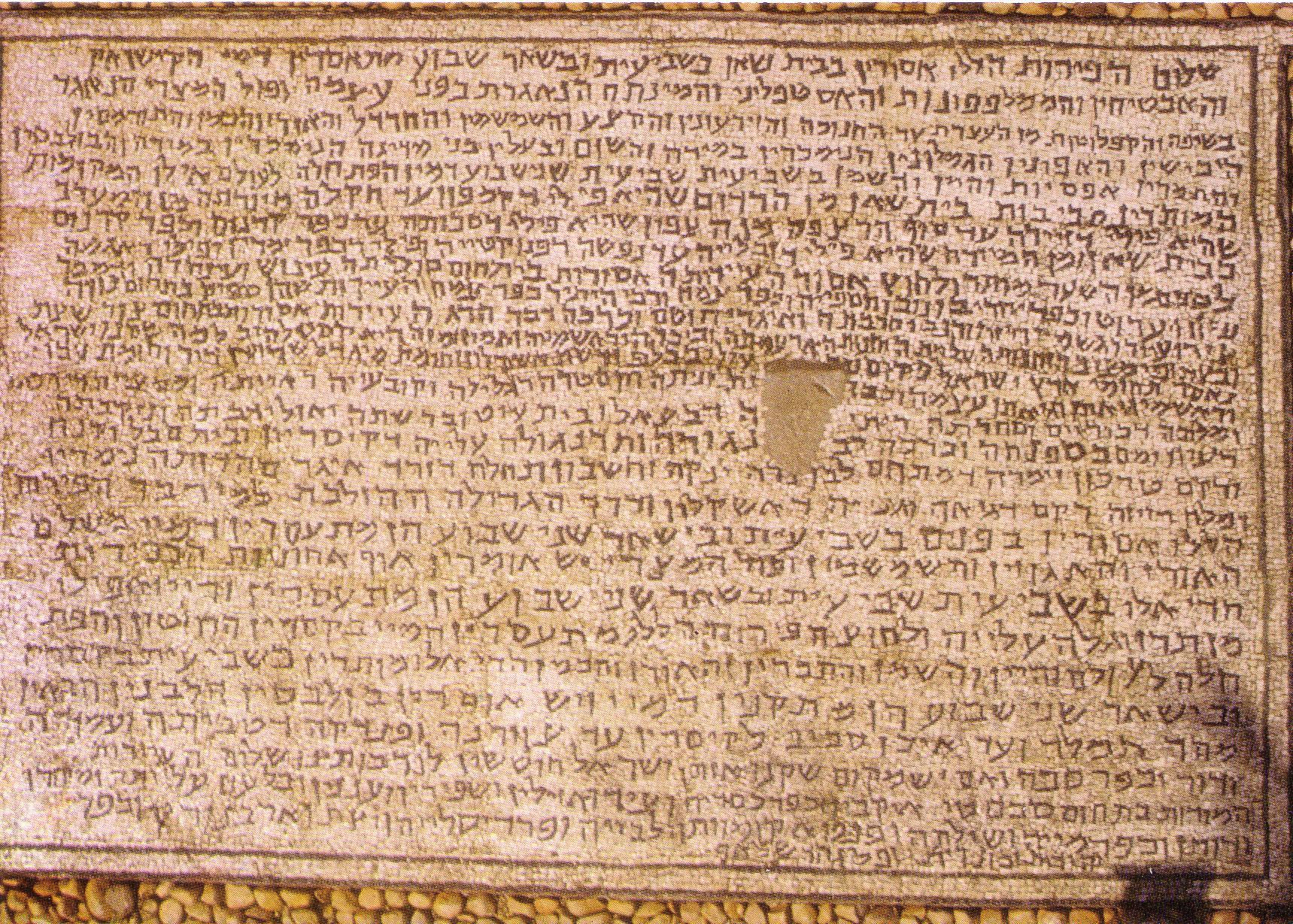
Mozaika podłogowa synagogi Tel Rechow

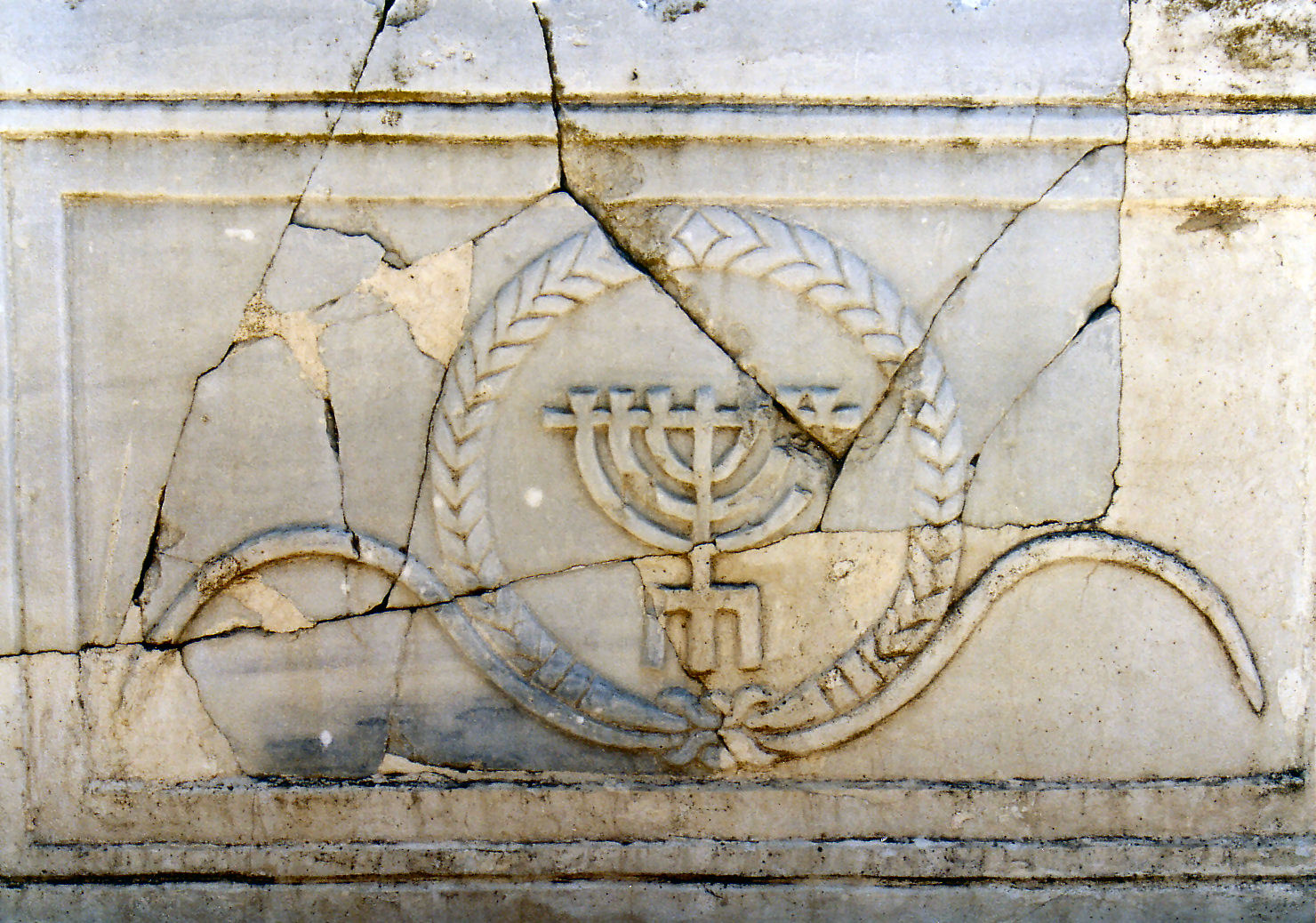
Mozaika podłogowa synagogi Tel Rechow

Pierwotnie w okolicy tej istniały dwie arabskie wioski Farwana i Umm Adżra. Po I wojnie światowej w 1918 roku cała Palestyna przeszła pod panowanie Brytyjczyków, który w 1921 roku utworzyli Brytyjski Mandat Palestyny. Umożliwiło to rozwój osadnictwa żydowskiego w Palestynie. W latach 30. XX wieku żydowskie organizacje syjonistyczne zaczęły wykupywać grunty w Dolinie Bet Sze’an. W takich okolicznościach w 1936 roku powstał pierwszy tutejszy kibuc Nir Dawid. W kolejnych latach osiedla żydowskie powstały w zachodniej, północnej i wschodniej części doliny. Odparły one ataki podczas arabskiego powstania w Palestynie (1936–1939) i w dalszym ciągu rozwijały swoją ekspansję. W trakcie II wojny światowej (1939–1945) Brytyjczycy wzmocnili współpracę z żydowskimi organizacjami. Wykorzystując tę sytuację, w dniu 17 stycznia 1946 roku osadnicy założyli kibuc En ha-Naciw.
Grupa założycielska kibucu zawiązała się w 1938 roku. W jej skład weszło kilku przyjaciół, którzy byli dobrze wykształconymi imigrantami z Niemiec. Wszyscy byli członkami młodzieżowego ruchu religijnego Bene Akiwa. Przez osiem lat zdobywali oni doświadczenie, ucząc się rolnictwa i pracując w rejonie miejscowości Riszon le-Cijjon. To tutaj urodziły się pierwsze dzieci w grupie, i tutaj powstał styl życia, który łączył pionierską pracę ze studiowaniem Tory. W styczniu 1946 roku założyli kibuc En ha-Naciw. Nazwa kibucu wywodzi się od pierwszych liter rabina Naftali Cwi Jehuda Berlin z Wołożyna, który był jednym z największych rosyjskich rabinów pod koniec XIX wieku. Głosił on Syjonizm religijny i zachęcał Żydów do emigracji do Ziemi Izraela. Wspierał on działalność organizacji syjonistycznej Chowewej Syjon.
W poszukiwaniu skutecznego rozwiązania narastającego konfliktu izraelsko-arabskiego w dniu 29 listopada 1947 roku została przyjęta Rezolucja Zgromadzenia Ogólnego ONZ nr 181. Zakładała ona między innymi, że kibuc En ha-Naciw miał znaleźć się w granicach nowo utworzonego państwa żydowskiego. Arabowie odrzucili tę Rezolucję i dzień później doprowadzili do wybuchu wojny domowej w Mandacie Palestyny. Od samego początku wojny okoliczne wioski były wykorzystywane przez arabskie milicje, które sparaliżowały żydowską komunikację w całym regionie. Z tego powodu siły żydowskiej Hagany przeprowadziły szereg działań odwetowych, a następnie przeprowadziły operację wysiedlenia i zniszczenia tutejszych wiosek arabskich. W ten sposób, 11 maja 1948 roku zniszczono wioskę Farwana, a 31 maja 1948 roku wioskę Umm Adżra. W wyniku I wojny izraelsko-arabskiej (1948–1949) cała okolica znalazła się w państwie Izrael, co umożliwiło dalszy stabilny rozwój kibucu En ha-Naciw. W kolejnych latach do kibucu dołączyli żydowscy imigranci z Francji, Czechosłowacji i Beneluxu. Byli to ocaleni z Holocaustu. Swoim przybyciem wzbogacili oni ducha i kulturę mieszkańców kibucu.

## Demografia
Stałymi mieszkańcami kibucu są wyłącznie Żydzi:

## Gospodarka i infrastruktura
Gospodarka kibucu opiera się na intensywnym rolnictwie i sadownictwie. Uprawy polowe opierają się głównie na zbożach, a w sadach uprawia się daktylowce i oliwki. Tutejsza hodowla bydła liczy około 1 tys. sztuk. Dodatkowo jest farma drobiu oraz stawy hodowlane. Z przemysłu w kibucu działa zakład Palziv, produkujący wyroby z tworzyw sztucznych. Firma Tamar produkuje zasłony na bimy dla potrzeb związków wyznaniowych. Kibuc utrzymuje przychodnię zdrowia i dom opieki nad osobami starszymi. Jest tu także sklep wielobranżowy, pralnia i warsztat mechaniczny.

## Transport
Z kibucu wyjeżdża się na północny wschód na drogę nr 6678, którą jadąc na północny zachód dojeżdża się do skrzyżowania z drogą nr 90, lub jadąc na południowy wschód dojeżdża się do kibucu Sede Elijjahu, i dalej do kibucu Tirat Cewi.

## Edukacja i kultura
Kibuc utrzymuje przedszkole. Dzieci są dowożone do szkoły podstawowej w sąsiednim kibucu Sede Elijjahu lub szkoły średniej w Newe Etan. Dodatkowo w kibucu znajduje się religijny college dla kobiet College Midreszet En ha-Naciw. Kibuc prowadzi także intensywne kursy nauki języka hebrajskiego (ulpan) przeznaczone głównie dla Francuzów, którzy pragną dokonać konwersji na Judaizm. W kibucu znajduje się dom kultury z biblioteką. Działa tutaj lokalny oddział młodzieżowego ruchu Bene Akiwa. W kibucu znajduje się basen pływacki, boisko do piłki nożnej, korty tenisowe oraz sala sportowa. W kibucu jest synagoga. En ha-Naciw wraz z sąsiednimi osadami Szluchot, Sde Elijahu i Tirat Cewi tworzy blok religijnych kibuców.

## Turystyka
Największą tutejszą atrakcją turystyczną jest położone na południe od kibucu stanowisko archeologiczne Tel Rechow (130 m p.p.m.). W starożytności znajdowało się tutaj duże miasto, którego pozostałości przetrwały do czasów współczesnych. Nadal prowadzone są tutaj wykopaliska archeologiczne. W północnej części kibucu znajduje się kopia mozaiki ze starożytnej synagogi Tel Rechow – oryginał znajduje się w Muzeum Izraela w Jerozolimie. W północno-wschodniej części kibucu jest położone niewielkie jeziorko. Jego okolica jest zalesiona, a wokół urządzono teren rekreacyjny. Jest to ulubione miejsce odpoczynku nad wodą mieszkańców kibucu. Bardziej na północny wschód od wioski przepływa strumień Nachal Awuka. Utworzono tutaj niewielki basen kąpielowy, którego woda jest zimna nawet w upalne lato. Wokół rosną eukaliptusy, które zapewniają cień. Cała okolica jest popularnym terenem ornitologów, którzy obserwują i fotografują ptaki wędrowne.